# Dernier Sursaut pour cinq indésirables
Pour plus de détails, voir Fiche technique et Distribution.
Dernier Sursaut pour cinq indésirables (Ballata da un miliardo) est une comédie policière italienne réalisée par Gianni Puccini et sortie en 1967.

## Synopsis
Le fils honnête d'un gangster doit cambrioler un casino afin d'acquérir du crédit dans le monde du crime. Le garçon, cependant, détourne tout l'argent en jouant ; pour plaire à son père, il planifie le cambriolage mais se fait arrêter.

## Fiche technique
- Titre français : Dernier Sursaut pour cinq indésirables ou Ballade pour un milliard[1]
- Titre original italien : Ballata da un miliardo[2]
- Réalisation : Gianni Puccini
- Scénario : Gianni Puccini, Walter Navarro, Bernardo Bertolucci
- Photographie : Mario Parapetti
- Montage : Luciano Benedetti
- Musique : Luis Enriquez Bacalov
- Décors et costumes : Aldo Marini
- Production : Walter Navarro
- Société de production : Telecineproduzione Augusta
- Pays de production :  Italie
- Langue originale : italien
- Format : couleurs par Technicolor - 2,35:1 - 35 mm - Son mono
- Genre : comédie policière
- Durée : 95 minutes
- Dates de sortie : 
  - Italie : 2 mars 1967
  - France : 1er mars 1972

## Distribution
- Ray Danton : Big Joe Martin
- Gianna Serra : Monica di Stefano
- Umberto Spadaro :
- Aldo Berti :
- Aldo Bufi Landi :
- Carlo Pisacane :
- Nino Vingelli :
- Paul Müller :
- Valentino Macchi :
- Kitty Swan : Valeria
- Jacques Herlin :
- Fiodor Chaliapine fils :
- Alfredo Marchetti :